# وحدات الأنوية قابلة التحميل
وحدات الأنوية قابلة التحميل (بالإنجليزية: loadable kernel module (LKM))‏. في الحوسبة ، وحدة النواة القابلة للتحميل (LKM إختصار لـ:loadable kernel module ) هي ملف كائن يحتوي على كود لتوسيع النواة قيد التشغيل، أو ما يسمى بالنواة الأساسية لنظام التشغيل. تُستخدم LKM عادةً لإضافة دعم للأجهزة الجديدة (مثل برامج تشغيل الأجهزة ) و / أو أنظمة الملفات ، أو لإضافة طلبات النظام. في حالة كون الوظيفة التي يوفرها LKM غير مطلوبة ، يمكن إلغاء تحميلها لتحرير الذاكرة والموارد الأخرى.